# Sherman Adams

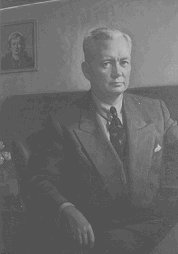
Sherman Adams

Llewelyn Sherman Adams (* 8. Januar 1899 in East Dover, Windham County, Vermont; † 27. Oktober 1986 in Hanover, New Hampshire) war ein US-amerikanischer Politiker, der durch sein Amt als Stabschef des Weißen Hauses unter Präsident Dwight D. Eisenhower bekannt wurde. Außerdem war er Gouverneur des US-Bundesstaates New Hampshire.

## Leben
Geboren im Staat Vermont, besuchte Adams Privatschulen in Providence (Rhode Island). Er schloss sein Studium 1920 am Dartmouth College ab, nachdem er 1918 für kurze Zeit im United States Marine Corps gedient hatte. Darauf begann er eine Karriere im Holz-Geschäft, zuerst in Headville, Vermont, dann bei einem Holz- und Papierkonzern in Lincoln. Weiterhin betrieb er Bankgeschäfte.
Adams gelangte über sein Amt als republikanischer Parlamentarier, 1941 bis 1944 gehörte er dem Repräsentantenhaus von New Hampshire an, in die amerikanische Bundespolitik. 1944 diente er dabei auch als Speaker of the House. Dann war er eine Zeitlang im US-Repräsentantenhaus tätig (1945–1947), wobei er 1946 bei der Ernennung des republikanischen Gouverneurskandidaten für New Hampshire Charles M. Dale unterlag. 1948 erlangte er diesen Posten.
Als Adams sein Amt bezog, litt New Hampshire deutlich unter der Nachkriegs-Depression. Er plädierte für Bescheidenheit und Sparsamkeit sowohl im privaten als auch im staatlichen Rahmen. Die Rentnerschaft macht bis heute einen bedeutenden Teil der Bevölkerung von New Hampshire aus; Adams setzte sich für einen Ausbau der Wohlfahrt zu Gunsten der Älteren ein, sowie für eine Gesetzgebung, die es den Senioren seines Bundesstaates ermöglichen sollte, an der Federal Old Age & Survivors Insurance (Senioren- und Hinterbliebenen-Versicherung des Bundes) teilzunehmen. 1950 gründete er ein Komitee zur Neuordnung, welches Reformen in der Bürokratie seines Staates anregen sollte und deutliche Forderungen an den Gesetzgeber enthielt.
Sein betontes Eintreten für Sparsamkeit ließ den Politiker aus New Hampshire bald zu einer Symbolfigur der republikanischen Balanced Budget-Fraktion werden. Er war von 1951 bis 1952 Vorsitzender der Konferenz der US-Gouverneure und wurde vom neugewählten republikanischen Präsidenten Dwight D. Eisenhower zum Stabschef des Weißen Hauses ernannt, als der er während einer schweren Erkrankung des Präsidenten als dessen faktischer Stellvertreter zu großem Einfluss und internationaler Bekanntheit gelangte.
Unter Adams Amtsführung musste jeder Kontakt mit dem Präsidenten durch sein Büro genehmigt werden. Dies erschien vielen traditionellen Lobbyisten der Republikaner befremdlich. Als Adams ein Geschenk eines Bostoner Geschäftsfreundes, der auch Vertragspartner der Regierung war, angenommen hatte, forderten seine Gegner erfolgreich seinen Rücktritt. Er kehrte darauf nach Lincoln in New Hampshire zurück, wo er die Loon Mountain Corporation gründete, die sich zu einem bedeutenden Ski-Resort entwickelte.
Seit 1785 war er von insgesamt 67 Gouverneuren der 40. Freimaurer.